# Il meglio di Amedeo Minghi
Il meglio di Amedeo Minghi è un doppio album raccolta del cantautore italiano Amedeo Minghi, pubblicato dall'etichetta Nar International nel 2011. Contiene due duetti, con Mietta e Mariella Nava, e due brani in versione live.

## Tracce
CD 1
1. La vita mia
2. Decenni
3. 1950
4. Vivere vivere
5. I ricordi del cuore
6. Notte bella, magnifica
7. Vattene amore (duetto con Mietta)
8. Rosa
9. Di canzone in canzone
10. Così sei tu
11. Sarà una canzone
12. Asia
13. Un uomo venuto da lontano

CD 2
1. Cantare è d'amore
2. Futuro come te (duetto con Mariella Nava)
3. Nenè
4. Qui
5. Gelosi amori miei
6. È questo il vivere
7. Il perché non so
8. Anita
9. Il suono
10. Per noi
11. Come due soli in cielo
12. Quando l'estate verrà (live version)
13. L'immenso (live version)